# La revolución de Mayo
La revolución de Mayo (pl. "Rewolucja majowa") – argentyński film z 1909 r. w reżyserii Mario Gallo. Pierwszy argentyński film fabularny.
Film miał premierę 22 maja 1910 roku w Teatrze Ateneo w Buenos Aires. Opowiada o wydarzeniach rewolucji majowej, która miała miejsce w Buenos Aires w dniach 18-25 maja 1810 roku. Film składał się z 15 części; tylko 9 z nich przetrwało do dzisiaj.